# 马吕斯定理

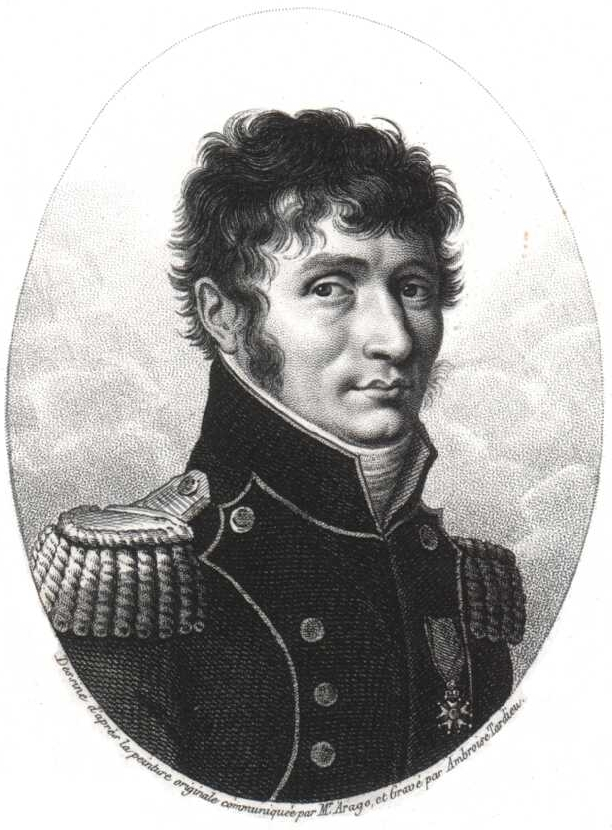
马吕斯

马吕斯定理是法国物理学家艾蒂安-路易·马吕斯在1808年阐述的一条几何光学的定理。
在均匀介质中的光线束，如果有一个共点，例如从同一个点光源发射，这样的光束称为同心光束。同心光束有正交一致性，即光束中所有的一切光线，都和以同源点为中心的一切球面正交。根据光在均匀介质中传播的性质，这些球面无非是光波动光前，光线自然和波前正交。
马吕斯定理：“正交一致性光束，经过无论多少次的反射和折射，始终保持正交一致”。

## 马吕斯定理的证明

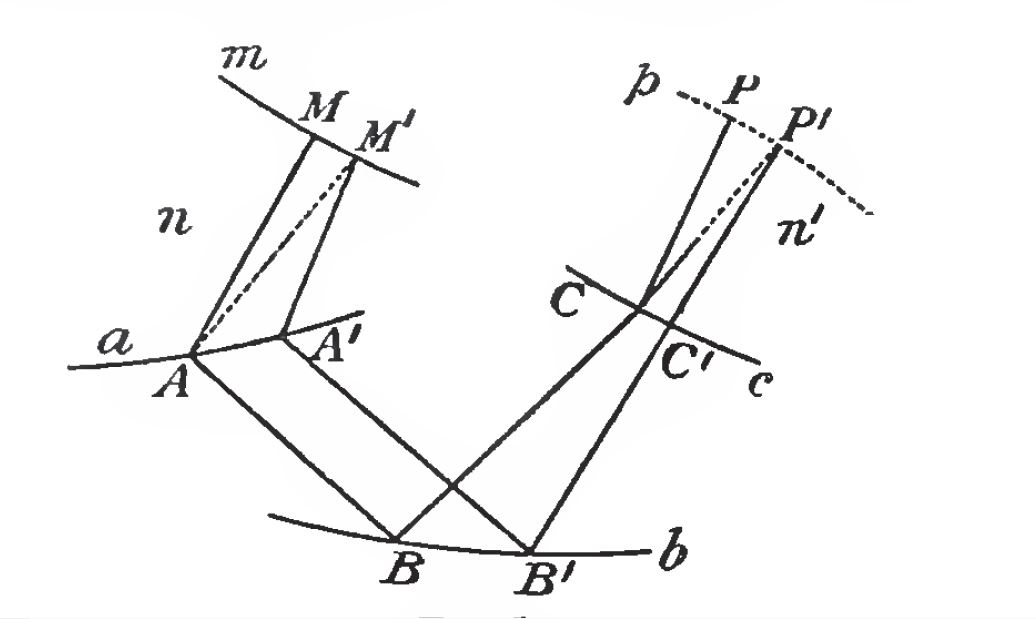
马吕斯定理的证明

1889年瑞利男爵在《大英百科全书》第九版《光学》条中，给出根据费马原理的证明。
设同源光束[MABCP]与[M'A'B'C'P']与曲面m分别在M,M'点正交；这两道光线在传播过程中经过多次反射或折射，分别与界面a相交于A，A'点；与界面b相交于B,B'点，与界面c 相交于C,C'点；经过若干反射、折射后分别到达P，P'点；令光线[MABCP]、[M'A'B'C'P']
的光程相等；则所有等光程的P,P'的集合，形成一个曲面p。可证明光线[MABCP]与曲面p在P点正交，光线[M'A'B'C'P']与曲面p在P'点正交，即集合p是光束的正交一致性曲面。
证：
作两条附加直线M'A和P'C。令M与M'无限接近，因M'A与曲面m 垂直，光线[M'ABCP']与光线[M'A'B'C'P']之差是MM'线段的高次微小项
即[M'ABCP']～[M'A'B'C'P']。
之前已经假设了[M'A'B'C'P']=[MABCP]，所以代入前式即得
[M'ABCP']～[MABCP];
令第一介质和最后介质的折射率分别为n,n'，则消除共同线段之后可得：
{\displaystyle n*MA+n'*CP=n*M'A+n'*CP'}
由此
{\displaystyle n*(M'A-MA)+n'(CP'-CP)=0}
在M和M'无限接近时M'A=MA，于是  CP'=CP;即CP,CP'是等腰三角形的两腰，与PP'夹角相等；当其无限接近时CP,CP'合为一体，垂直于曲面p。
把上面的证明中带撇号和不带撇号的符号对调一下，即证得C'P'垂直于p。